# Santo Cristo de Finisterre

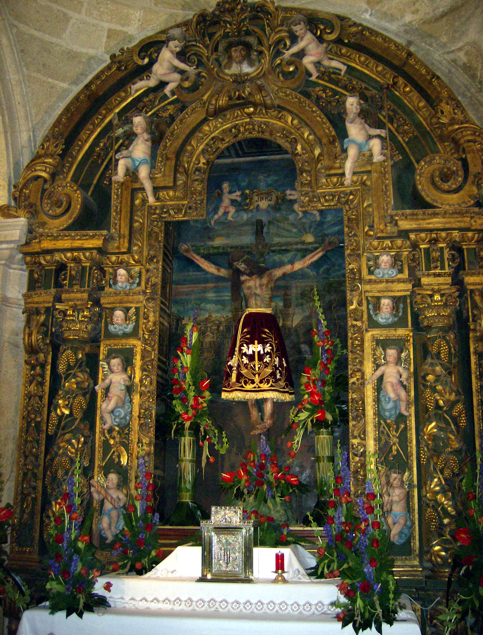
Retablo del Santo Cristo de Finisterre

El Santo Cristo de Finisterre es la escultura de un crucifijo, situada en el santuario de Nuestra Señora de las Arenas, en el pueblo de Finisterre, en el municipio del mismo nombre, en la provincia de La Coruña (Galicia, España). También se le conoce con el nombre de Santísimo Crísto de Fisterra o Santo da Barba Dourada.

## Características
El Santo Cristo de Finisterre es una talla medieval, de estilo gótico que, según Benjamín Trillo (1983:32), ya en el año 1340 debía gozar de gran fama. La escultura tiene un gran realismo. La imagen mide más de dos metros de altura y está enclavada en un madero con gajos pintado de verde. Representa a Cristo justo después de su muerte en la cruz. Su estructura interna es de madera, conformando una estructura ósea recubierta por lino y otros tejidos cubiertos a su vez de piel de camello. Esto le confiere un gran realismo. El pelo, las uñas y las pestañas son de persona. El escultor, absolutamente desconocido, muestra un gran conocimiento sobre el comportamiento de la sangre sobre el cuerpo humano. Representa a la perfección cómo escurre por la piel. Además, debía tener un gran conocimiento anatómico, pues las heridas se muestran con magulladuras, marcas de necrosis y un indicio de la marca verde abdominal.
Sobre la postura de la imagen, el escultor eligió que la cabeza del santo cayera sobre el pecho, con los ojos cerrados y expresión dramática, con la boca abierta y las manos rígidas. Todo ello son símbolos evidentes del dolor. La larga melena cae sobre el lado derecho de un torso esquelético y lleno de heridas y magulladuras, fruto de la pasión. Los pies muestran una postura un tanto antinatural pues parece que el escultor tuvo que forzar un poco la posición para que quedaran sujetos por un solo clavo.

## Historia
La leyenda dice que el Santo Cristo fue esculpido por Nicodemo, testigo directo de la Pasión de Cristo, quien elaboró también las tallas de Orense y Burgos, ambas de similares características. Se dice que viajaba en un barco holandés o inglés, que al pasar por las costas de Finisterre se vio rodeado por una tempestad que a punto estaba de hundir la nave. Para liberar peso, los tripulantes tiraron varios objetos, entre ellos el Santo Cristo. Cuando la talla alcanzó el agua, la tormenta cesó al instante, siendo interpretado como un presagio de que el santo quería pasar el resto de su existencia en el fin del mundo. Se dice que arribó a la Playa de Cabanas, a los pies del Cabo de Finisterre, justo sobre la losa que antaño había sido el Ara Solis y que Santiago Apóstol había destruido y arrojado monte abajo. Sobre esa misma losa, San Guillermo de Finisterre había derramado vino tinto, quedando las marcas indelebles que aun hoy pueden observarse. La simbología es clara: la talla aparece sobre el Ara Solis, cristianizando el mito del sol como protagonista de la muerte y resurrección. En los tiempos cristianos es Jesús la luz del mundo (Ego sum lux mundi), que muere y resucita por el bien de la Humanidad. Además, el vino es una clara alegoría de la sangre de Cristo, empleada desde la Biblia.
Versiones populares consideran que el Cristo original fue enviado a Orense junto a un finisterrano llamado Vasco Pérez Mariño que fue obispo de aquella diócesis. Así, el Cristo que se custodia en Finisterre sería una copia. Otras versiones populares afirman que fue al revés: que el obispo hizo en Orense una copia de su amado Cristo de Finisterre, pues quería dotar a la ciudad de su diócesis de una imagen de igual belleza. Los estudiosos no se ponen de acuerdo sobre qué versión es la auténtica, pero a pesar de todo, la fama del Santo Cristo no deja de aumentar.
Las leyendas dicen que le crece el pelo y la barba, y por eso se le llama el Santo da Barba Dourada. Existen multitud de cantigas que remiten a esta tradición: Santo Cristo de Fisterra,/Santo da Barba Dourada,/veño de tan lonxe terra,/santo por che ve-la cara.
Por otra parte, se le atribuyen a la imagen características milagrosas, como que cura a los enfermos o protege al pueblo de las inclemencias. Por ello se sacó en procesión un par de veces durante el pasado siglo para hacerle solicitudes públicas. Exceptuando esas contadas ocasiones, se cree que la imagen no ha bajado de su retablo más de una decena de veces en toda su historia. La última, en primavera del 2008 para ser restaurada. La restauración, a cargo de la Consejería de Cultura de la Junta de Galicia no varió para nada la forma original de la imagen.

## Retablo y pintura de Jerusalén
La imagen se halla en un retablo barroco, obra del escultor Romay, de gran profusión decorativa. El ornato corre a cargo de elementos como columnas salomónicas, parras y elementos vegetales, así como querubines en posición de vigilancia; todo ello pintado en dorado y verde oscuro.
Tras el Cristo se halla una pintura que representa a Jerusalén, de estilo semejante al renacentista y ejecutada sobre una chapa de madera y con varias capas de barniz que han oscurecido la composición. Representa una ciudad a lo lejos, con un sol a un lado y una luna al otro, simbología un tanto desconcertante que puede representar la muerte y la vida encarnadas en la figura de Jesús.

## Culto
El día oficial de culto al Santo Cristo es el Domingo de Resurrección, día grande de la Semana Santa de Finisterre, y en el que se celebra en su honor la representación de la Resurrección de Cristo en el campo contiguo a la iglesia. Ese día los miles de romeros se acercan al templo a depositar a los pies de la imagen los exvotos y las oraciones pertinentes, algunas de ellas muy conocidas, como el Himno al Santo Cristo de Finisterre: 
Finisterre, peñón gigante,/hincado en el hondo mar,/cuya cima se levanta/al cielo como un altar./Finisterre, costa brava,/que llaman de la muerte,/el Santo Cristo nos valga/para pasarla con suerte.
Por lo demás, los finisterranos celebran, en las semanas previas a la Semana Santa, la novena en honor al Cristo, y durante todo el año mantienen el culto a la imagen con fervor. Las rosas que decoran al Cristo durante la Semana Santa son enviadas a los hospitales.